# Euro Floorball Tour
Euro Floorball Tour (EFT) är en serie landslagsturneringar inom innebandyn, som kom igång säsongen 2006/2007, med inspiration från ishockeyns Euro Hockey Tour. Deltar gör Finland, Schweiz, Sverige och Tjeckien, och det finns både herr- och damturneringar, samt sedan säsongen 2008/2009, även herrjunior- och damjuniorturneringar.

### Fotnoter
1. ↑  Cecilia Paulsson (6 november 2015). ”Innebandyherrarna vann stort mot Tjeckien” (på svenska). SVT Sport. https://www.svt.se/sport/innebandy/innebandy-3. Läst 1 november 2022.
2. ↑  ”Euro Floorball Tour Sweden 2016–2017”. Svenska Innebandyförbundet. 13 mars 2016. Arkiverad från originalet den 31 december 2017. https://web.archive.org/web/20171231103436/http://www.innebandy.se/Global/evenemang/Arrangorskap1617/Arrang%C3%B6rskap%20Euro%20Floorball%20Tour%202016-2017.pdf#. Läst 30 december 2017.
3. ↑  ”Euro Floorball Tour Sweden 2018”. Svenska Innebandyförbundet. 13 mars 2017. Arkiverad från originalet den 31 december 2017. https://web.archive.org/web/20171231103433/http://www.innebandy.se/Global/evenemang/Arrangorer1820/Anso%CC%88kan%20EFT%202018.pdf#. Läst 30 december 2017.